# Блицкриг: Пылающий горизонт
«Блицкриг: Пылающий горизонт» (англ. Blitzkrieg: Burning Horizon) — аддон к компьютерной игре Блицкриг. Был разработан компанией LaPlata Studios и издан 1C 8 июня 2004 года.

## Сеттинг
Действия аддона происходят во время второй мировой войны. Можно принять участие в сражениях за Арденны, Триполи, Тобрук, Эль-Аламейн, Сицилию и Нормандию. Дополнение содержит 8 одиночных миссий с новой страной для данной серии игр — Японией. Появилась новая техника: истребители Mitsubishi A6M Zero и бомбардировщики Blenheim, танки M5 Stuart и другая. В аддоне представлены подразделения морской пехоты США и Африканского корпуса.

## Отзывы
| Сводный рейтинг    | Сводный рейтинг |
| Агрегатор          | Оценка          |
| ------------------ | --------------- |
| GameRankings       | 72,75 %         |
| Metacritic         | 75/100          |
| Иноязычные издания |                 |
| Издание            | Оценка          |
| DailyGame          | 70/100          |
| Times Online       | 60/100          |

Аддон получил смешанные и положительные оценки. Издание DailyGame пишет: «одна из проблем «Пылающего горизонта» — отсутствие сетевой игры. Это сильно ограничивает её ценность, поскольку после того, как вы изучили карту и научились справляться с сюжетной компанией, кажется, нет причин играть в неё снова. Это позор, потому что одним из самых больших удовольствий, которые я получил от оригинальной игры, были командные онлайн-бои». Рецензент Times Online отмечает, что «графика игры не такая захватывающая, как в Command and Conquer: Generals, а интерфейс, как и у предшественника, довольно плоский. Однако возможность взаимодействия практически с чем угодно на карте восполняет этот недостаток».